# Krabbenkorb-Metapher
Der Krabbenkorb wird oft als Metapher verwendet, die das Verhalten „wenn ich es nicht haben kann, kannst du es auch nicht haben“ widerspiegelt. Den Krabben wird fälschlicherweise nachgesagt, dass sie einfach aus einem Krabbenkorb entkommen könnten. Wenn eine Krabbe allerdings versuchte, aus dem Korb zu steigen, würde sie von anderen Krabben wieder zurückgezogen.

## Berufliche Aufstiegschancen von Frauen
In Deutschland wird der Begriff teilweise in Berichten über die beruflichen Aufstiegschancen von Frauen verwendet. So fühlten sich Frauen nach einer Umfrage der German Consulting Group vor allem von ihren Kolleginnen auf ihrem Karriereweg behindert.

## In der Popkultur
- Der kanadische Rapper k-os veröffentlichte die Single Crabbuckit. Das Lied spiegelt seine negativen Ansichten gegenüber der Musikindustrie wider.
- Im Thriller Im Sumpf des Verbrechens (1995) erwähnt eine der Hauptfiguren die „Krabbenkorb-Metapher“ in Bezug auf seinen Versuch, sich aus dem Ghetto herauszuarbeiten.
- Im Actionfilm Romeo Must Die (2000) erwähnt eine der Hauptfiguren (Mac) die „Krabbenkorb-Metapher“ in Bezug auf seinen Versuch, sich nach oben zu arbeiten.
- In Terry Pratchetts Scheibenwelt-Roman Der Club der unsichtbaren Gelehrten wird mehrfach auf die Krabbenkorb-Metapher Bezug genommen.
- In seinem Song Grau beschreibt der deutsche Rapper 3Plusss mithilfe des „Krabbenprinzips“ seine schwierigen Wohnverhältnisse.